# Ana Delgado Hervás
Ana Delgado Hervás (Barcelona, 1967) és una arqueòloga i professora del Departament d'Humanitats a la Universitat Pompeu Fabra de Barcelona.
Es va llicenciar en Història per la Universitat Autònoma de Barcelona i és doctora en Història per l'Institut Universitari d'Història de la Universitat Pompeu Fabra de Barcelona (2001-02) amb la tesi doctoral titulada De Guerreros a Comerciantes: Poder e Intercambio en las Comunidades del Bronce Final de Andalucía Occidental.
La trajectòria docent i investigadora d'Ana Delgado Hervás se centra en l'Arqueologia Colonial, especialment en les connexions entre grups i comunitats de la Mediterrània occidental a l'I mil·lenni a. C., un tema que aborda principalment des d'una òptica social i de gènere. Ha participat i dirigit diversos projectes de recerca i ha codirigit excavacions arqueològiques en assentaments fenicis com el Turó del Villar (Màlaga), un dels jaciments més significatius a nivell internacional als estudis colonials del Mediterrani. Dirigeix el Grup de Recerca d'Arqueologia Mediterrània de la UPF (GRACME), que compta amb diversos projectes de recerca, com ara Menjars, Cuines i Pràctiques de Consum en espais colonials Mediterranis (s. VIII-V a.C.), on s'aborden les relacions globals i la construcció d'identitats a l'àmbit mediterrani des d'una perspectiva de les pràctiques quotidianes i un enfocament social i de gènere.

## Publicacions destacades
- Delgado Hervás, Ana y Picazo Gurina, Marina (2016) Los trabajos de las mujeres en el mundo antiguo. Cuidados y mantenimiento de la vida. Institut Català d’Arqueologia Clàssica, Tarragona.

- Delgado Hervás, Ana (2012) “Households, Merchants and Feasting: Socio-Economic Dynamics and Commoners' Agency in the Emergence of the Tartessian world (11th-8th centuries BC)”, en M. Cruz Berrocal et al. (eds.): The Prehistory of Iberia: Debating Early Social Stratification and the State, Routledge.

- Delgado Hervás, Ana y Ferrer Meritxell (2012) “La muerte visita la casa: mujeres, cuidados y memorias familiares en los rituales funerarios fenicios-púnicos” En: La Arqueología funeraria desde una perspectiva de género, Universidad Autónoma de Madrid, Madrid.

- Delgado Hervás, Ana (2011) “Representing Communities in Heterogeneous Worlds: Staple Foods and Ritual Practices in the Phoenician Diaspora”, en G. Aranda et al.(eds.): Guess Who’s Coming To Dinner: Feasting Rituals in the Prehistoric Societies of Europe and the Near East, Oxbow.

- Delgado Hervás, Ana (2011) “Life and Death in Ancient Colonies: Domesticity, Material Culture and Sexual Politics in the Western Phoenician World, Eighth to Sixth Centuries BCE”, en B. oss y E. Casella: The Archaeology of Colonialism: Intimate Encounters and Sexual Effects, Cambridge University Press.

- Cano, Glòria y Delgado Hervás, Ana (2008). De Tartessos a Manila: siete estudios coloniales y poscoloniales. Publicacions de la Universitat de València.